# Misia Butler
Pour les articles homonymes, voir Butler.
 (septembre 2024).
La mise en forme du texte ne suit pas les recommandations de Wikipédia : il faut le « wikifier ».
Les points d'amélioration suivants sont les cas les plus fréquents. Le détail des points à revoir est peut-être précisé sur la page de discussion.
- Les titres sont pré-formatés par le logiciel. Ils ne sont ni en capitales, ni en gras.
- Le texte ne doit pas être écrit en capitales (les noms de famille non plus), ni en gras, ni en italique, ni en « petit »…
- Le gras n'est utilisé que pour surligner le titre de l'article dans l'introduction, une seule fois.
- L'italique est rarement utilisé : mots en langue étrangère, titres d'œuvres, noms de bateaux, etc.
- Les citations ne sont pas en italique mais en corps de texte normal. Elles sont entourées par des guillemets français : « et ».
- Les listes à puces sont à éviter, des paragraphes rédigés étant largement préférés. Les tableaux sont à réserver à la présentation de données structurées (résultats, etc.).
- Les appels de note de bas de page (petits chiffres en exposant, introduits par l'outil «  Source ») sont à placer entre la fin de phrase et le point final[comme ça].
- Les liens internes (vers d'autres articles de Wikipédia) sont à choisir avec parcimonie. Créez des liens vers des articles approfondissant le sujet. Les termes génériques sans rapport avec le sujet sont à éviter, ainsi que les répétitions de liens vers un même terme.
- Les liens externes sont à placer uniquement dans une section « Liens externes », à la fin de l'article. Ces liens sont à choisir avec parcimonie suivant les règles définies. Si un lien sert de source à l'article, son insertion dans le texte est à faire par les notes de bas de page.
- La présentation des références doit suivre les conventions bibliographiques. Il est recommandé d'utiliser les modèles {{Ouvrage}}, {{Chapitre}}, {{Article}}, {{Lien web}} et/ou {{Bibliographie}}. Le mode d'édition visuel peut mettre en forme automatiquement les références.
- Insérer une infobox (cadre d'informations à droite) n'est pas obligatoire pour parachever la mise en page.

Pour une aide détaillée, merci de consulter Aide:Wikification.
Si vous pensez que ces points ont été résolus, vous pouvez retirer ce bandeau et améliorer la mise en forme d'un autre article.
Misia Butler est un acteur britannique, principalement connu pour son interprétation de Caeneus dans la série Netflix Kaos.

## Biographie

### Jeunesse
Butler est né à Londres où il a grandi.
Il s'est intéressé au théâtre dès son plus jeune âge et a suivi une formation dans le cadre d'un cours de théâtre organisé par l'organisation caritative Gendered Intelligence, en collaboration avec le Central School of Speech and Drama à Londres, qui lui a également permis de décrocher son premier emploi d'acteur dans la série télévisée Casualty à l'âge de 15 ans.
Dans un essai que Butler a publié en 2024 pour la revue Yahoo! Actualités, il a parlé de son modèle de référence Elliot Page et de l'importance de la représentation des personnes queer à la télévision et au cinéma,.

### Carrière
Butler a joué son premier rôle à l'âge de 15 ans dans un épisode de la série télévisée médicale britannique de la BBC Casualty en 2016. À la suite de son rôle dans Casualty, il a recruté un agent. En 2018, Butler est apparu dans la mini-série Netflix Kiss Me First. Il figure ensuite dans le film L'École du bien et du mal et dans la série Netflix The Bastard Son & The Devil Himself en 2022,.
En 2022, Butler a été auditionné pour la série télévisée Netflix Kaos, qui s'inspire de la  mythologie grecque et a décroché le rôle principal de Caeneus, figure mythologique transmasculine. La série est sortie le 29 août 2024,,.

### Vie privée
Butler est un homme transgenre.

## Filmographie
| Année | Titre                     | Rôle    | Remarques | Réf.  |
| ----- | ------------------------- | ------- | --------- | ----- |
| 2022  | L'École du bien et du mal | Tarquin |           | [ 5 ] |

| Année | Titre                                | Rôle    | Remarques | Réf.  |
| ----- | ------------------------------------ | ------- | --------- | ----- |
| 2016  | Casualty                             | Robert  |           | ,     |
| 2018  | Kiss Me First                        | Jocaste |           | ,     |
| 2022  | Le Fils bâtard et le diable lui-même | Niall   |           | [ 6 ] |
| 2024  | Kaos                                 | Caeneus |           | [ 2 ] |